# ESRC The Elephants
Eindhovense Studenten Rugbyclub "THE Elephants" is een studentenrugbyvereniging in Eindhoven, in de Nederlandse provincie Noord-Brabant. De Elephants spelen in de Nederlandse Rugby Union competitie, in de 2e klasse Heren Zuid, de Dames 2e Klasse en de 4e klasse Heren zuid.

## Karakteristieken
Lidmaatschap voor de Elephants staat open voor alle studenten die studeren aan de Technische Universiteit Eindhoven, Fontys Hogeschool, Business Hogeschool Noteboom en de Design Academy.
Door het jaar heen spelen de Elephants competitiewedstrijden. Wanneer de competitie is afgelopen worden er verschillende toernooien gespeeld, ook met andere varianten van het rugbyspel. Een voorbeeld zijn de Rugby Sevens toernooien in de zomer met onder andere het Ameland Beachrugbytoernooi en het GNSK. De Jonghe Honden nemen deel in de JH-competitie en het jaarlijks georganiseerde JH-toernooi.
De Elephants hebben samen met Rugbyclub Eindhoven PSV een combinatieteam voor dames, genaamd Eindhoven Lions.

## Geschiedenis
De club is opgericht op 12 oktober 1972. De hoofdletters "THE" refereren aan de vroegere naam van de TU, die toen nog Technische Hogeschool Eindhoven was.
De Elephantsvrouwen speelden in 1975 de eerste Nederlandse vrouwenwedstrijd tegen de vrouwen van Rugbyclub Wageningen.
Na een paar jaar in de 4e Klasse Heren Zuid te hebben gespeeld, zijn de Elephants in 2018 gepromoveerd als beste nummer 2 uit de 4e Klasse naar de 3e Klasse en in 2023 naar de 2e klasse.
Sinds 2024 heeft de vereniging ook een 2e Heren team spelend in de 4e klasse.
In 2018 wonnen de heren van de Elephants de GNSK. In het najaar van 2018 werd het damesteam Eindhoven Lions ongeslagen winterkampioen in de Rugby Unione Dames 2e Klasse.

## Externe structuur
De Elephants zijn verbonden aan het ESSF en het sportcentrum.